# Cicurina tacoma
Cicurina tacoma là một loài nhện trong họ Dictynidae.
Loài này thuộc chi Cicurina. Cicurina tacoma được Ralph Vary Chamberlin & Wilton Ivie miêu tả năm 1940.